# Opstandingskathedraal (Toetajev)
De Kathedraal van de Opstanding (Russisch: Воскресенский собор) is een Russisch-orthodoxe kathedraal in de Russische stad Toetajev. De kathedraal is het belangrijkste monument van de stad en kan wat betreft de omvang, complexiteit en rijkdom aan decoratie met gemak concurreren met de mooiste religieuze bouwwerken van Moskou en Jaroslavl. De kathedraal ligt op de rechter oeverwand van de Wolga, in het westelijke deel van de stad. Centraal gelegen op een hoogte domineert de kathedraal haar omgeving.

## Geschiedenis
De kathedraal werd in de jaren 1652-1678 gebouwd in de voormalige sloboda Borissoglebsk dat nu onderdeel uitmaakt van de stad Toetajev. Het nieuwe gebouw verving een oude Boris- en Glebkerk, vernoemd naar de heiligen die ook de naamgevers waren van de nederzetting. De bouw ervan ging echter niet van een leien dakje. In 1670 moesten er bouwmeesters uit Jaroslavl aan te pas komen omdat de fundamenten van de nieuwe kerk ernstig verzakten en delen van de kerk instortten. Dit leidde tot een ingrijpende wijziging van het oorspronkelijke ontwerp.

## Sovjet-periode
Tijdens de Sovjet-periode werd de kathedraal niet gesloten. Hierdoor is het uitbundige interieur bewaard gebleven.

## De kerk
Zowel het exterieur als het interieur zijn zeer rijk gedecoreerd. Schilders uit Jaroslavl voorzagen de kerk van prachtige fresco's met voorstellingen uit het Oude en Nieuwe Testament, zoals het leven van Adam en Eva, het verhaal van Noach en de torenbouw van Babel. Ook worden memorabele gebeurtenissen uit de Russische geschiedenis afgebeeld zoals de kerstening van het Kievse Rijk. In de kerk worden nog voorwerpen van de oude Boris en Glebkerk bewaard. De barokke iconostase dateert uit de 18e eeuw. Het belangrijkste heiligdom van de kathedraal is echter een reusachtig icoon van de Barmhartige Christus uit de 15e eeuw dat tijdens jaarlijkse processies door de straten van de stad wordt gedragen. Het icoon wordt helende eigenschappen toegeschreven. Bij de kathedraal hoort een klokkentoren. De klokkentoren is wat minder hoog dan de kerk waarvan de klokken zijn gemaakt door lokale ambachtslieden. Rond de kathedraal is een fraai hek en twee toegangspoorten (waaronder de zeer fraaie Heilige Poort aan de zuidzijde) aangelegd.